# Göran Kauermann
Göran Kauermann (* 17. Oktober 1965 in Hagen) ist ein deutscher Statistiker.

## Leben
Göran Kauermann promovierte 1994 mit einer Arbeit über multivariate Verteilungen an der TU Berlin bei Gerhard Tutz. Er habilitierte sich 2000 am Institut für Statistik der Ludwig-Maximilians-Universität München. Nach drei Jahren als Lecturer (zuletzt Senior Lecturer) an der University of Glasgow wurde er 2003 auf den Lehrstuhl für Statistik an der Fakultät für Wirtschaftswissenschaften der Universität Bielefeld berufen. Im gleichen Jahr gründete er das StatBeCe (Statistik Beratungs Centrum Bielefeld), im Rahmen dessen statistisches Know-how für anwendungsorientierte Forschungs- und Wirtschaftsprojekte zur Verfügung gestellt wird und war fortan Leiter des StatBeCe. Göran Kauermann richtete mit anderen statistiknahen Universitätsangehörigen das Zentrum für Statistik ein, dessen Sprecher er war, um statistische Fertigkeiten zu bündeln. Dadurch trug er maßgeblich zur Einrichtung des Master-Studiengangs Statistische Wissenschaften bei (Start im Wintersemester 2010/2011).
Kauermann war Mitgründer der Deutschen Arbeitsgemeinschaft Statistik. Er war bis 2013 Gründungsvorsitzender.
Seit 2011 hat Kauermann den Lehrstuhl für Statistik und ihre Anwendungen in Wirtschafts- und Sozialwissenschaften am Institut für Statistik der Ludwig-Maximilians-Universität München inne. Er ist geschäftsführender Direktor des Instituts für Statistik. Er ist Sprecher des vom Elitenetzwerk Bayern geförderten Masterstudiengangs Data Science.
Göran Kauermann war von Oktober 2019 bis September 2021 Dekan der Fakultät für Mathematik, Informatik und Statistik an der LMU München.

## Wirken
Göran Kauermann forscht über fortgeschrittene Regressionsanalyse, wie etwa generalisierte additive und generalisierte gemischte Modelle.